# Zygaena orana
Zygaena orana là một loài bướm đêm thuộc họ Zygaenidae. Nó được tìm thấy ở Sardinia và Bắc Phi.
Ấu trùng loài này ăn Lotus creticus và Lotus cytisoides.

## Phân loài
- Zygaena orana orana
- Zygaena orana contristans Oberthür, 1922
- Zygaena orana oberthueri Bethune-Baker, 1888
- Zygaena orana sardoa Mabille 1892
- Zygaena orana tatla Reiss, 1943
- Zygaena orana tirhboulensis Hofmann & G. Reiss, 1982